# Węgrzynowice (Kraków)
Węgrzynowice – obszar Krakowa wchodzący w skład Dzielnicy XVII Wzgórza Krzesławickie.

## Historia
Pierwsze wzmianki pochodzą z 1385 roku. W 1398 roku S. Rosłowicz przekazuje wieś klasztorowi Benedyktynów w Tyńcu.
Pod koniec XVIII wieku wieś należy do skarbu państwa, a w 1790 roku w rękach prywatnych.  
Węgrzynowice zostały przyłączone do Krakowa 1 stycznia 1986 roku, jako osiedle dzielnicy Nowa Huta. Położone są w północno-wschodniej części miasta. Od 2006 roku należą do dzielnicy XVII Wzgórza Krzesławickie.